# Quận Hancock, Indiana
Quận Hancock là một quận thuộc tiểu bang Indiana, Hoa Kỳ.
Quận này được đặt tên theo. Theo điều tra dân số của Cục điều tra dân số Hoa Kỳ năm 2000, quận có dân số 68.130 người. Quận lỵ đóng ở Greenfield6.

## Địa lý
Theo Cục điều tra dân số Hoa Kỳ, quận có diện tích 794 km2, trong đó có 2 km2 là diện tích mặt nước.

### Các xa lộ chính
| - Interstate 70 - U.S. Route 52 - U.S. Route 36 - U.S. Route 40 | - Indiana State Road 9 - Indiana State Road 67 - Indiana State Road 109 - Indiana State Road 234 - Indiana State Road 238 |

### Quận giáp ranh
- Quận Madison (bắc)
- Quận Henry (đông)
- Quận Rush (đông nam)
- Quận Shelby (nam)
- Quận Marion (tây)
- Quận Hamilton (tây bắc)